# يوجين بي. ريدموند
يوجين بي. ريدموند (بالإنجليزية: Eugene B. Redmond)‏ هو شاعر أمريكي، ولد في 1 ديسمبر 1937 في سانت لويس في الولايات المتحدة.

## وصلات خارجية
- يوجين بي. ريدموند على موقع ميوزك برينز (الإنجليزية)
- يوجين بي. ريدموند على موقع ديسكوغز (الإنجليزية)